# ハイルブロン＝フランケン地域連合
ハイルブロン＝フランケン地域連合（標準ドイツ語：Region Heilbronn-Franken、アレマン語：Region Hailbrunn-Frangge）は、バーデン＝ヴュルテンベルク州に12ある地域連合の一つ。
郡独立市ハイルブロン、ハイルブロン郡、ホーエンローエ郡、マイン＝タウバー郡、シュヴェービッシュ・ハル郡が含まれる。フランケン地方の西部に属し、2003年5月20日までは「フランケン地域連合」、時に「ハイルブロン地域連合」とも呼ばれた。
この地域は、歴史上「ホーエンローエ」と呼ばれた地域であり、地理上はホーエンローエ平野にあたる。大部分の住民は上部ドイツ語に属する上部フランケン語（フランケン語）の一方言の南フランケン語を言語とする。

## 地域計画
この地域に地域計画の遂行組織として「フランケン地域連合」が公式に組織されたのは1973年1月1日であった。これはバーデン＝ヴュルテンベルク州で12組組織されたうちの一つであった。地域連合の本部は、ハイルブロンにおかれた。1973年11月14日にフランケン地域連合の議会が設立された。2003年5月20日に新たに制定され、発効した地域計画条例によって、この地域連合は「ハイルブロン＝フランケン地域連合」と改名された。

## 人口推移
国勢調査(¹)、あるいはバーデン＝ヴュルテンベルク州の統計局の資料に基づく、この地域の人口推移は以下の通り。
| 年              | 人口    |
| --------------- | ------- |
| 1973年12月31日  | 717,969 |
| 1975年12月31日  | 705,063 |
| 1980年12月31日  | 712,454 |
| 1985年12月31日  | 718,785 |
| 1987年5月27日 ¹ | 725,463 |

| 年             | 人口    |
| -------------- | ------- |
| 1990年12月31日 | 773,511 |
| 1995年12月31日 | 846,936 |
| 2000年12月31日 | 870,799 |
| 2005年12月31日 | 888,390 |

## 地域内の構成
ハイルブロン＝フランケン地域連合内では、ハイルブロン市が上級中心都市となっている。地域内には、以下の都市を中心とする中地域が存在する。
- バート・メルゲントハイム
- クライルスハイム
- ハイルブロン
- キュンツェルスアウ
- ネッカーズルム
- エーリンゲン
- シュヴェービッシュ・ハル
- タウバービショフスハイム
- ヴェルトハイム

## 地域連合議長
- 1973年 - 1977年: ブルーノ・リュール
- 1977年 - 1980年: リューディガー・ポイケルト
- 1981年 - 1990年: エーリヒ・プレッツ
- 1990年 - 1994年: ライナー・カッセ
- 1994年 - 2000年: ギュンター・マイヤー
- 2000年 - 2014年: ヘルムート・ヒンメルスバッハ
- 2014年 - : ヨアヒム・ショルツ

## 地域連合代表
- 1974年 - 1975年: エルマー・ツェプフ
- 1975年 - 1984年: ライナー・カッセ
- 1984年 - 2008年: エッケハルト・ハイン
- 2008年 - : クラウス・マンデル